# اوا آککه

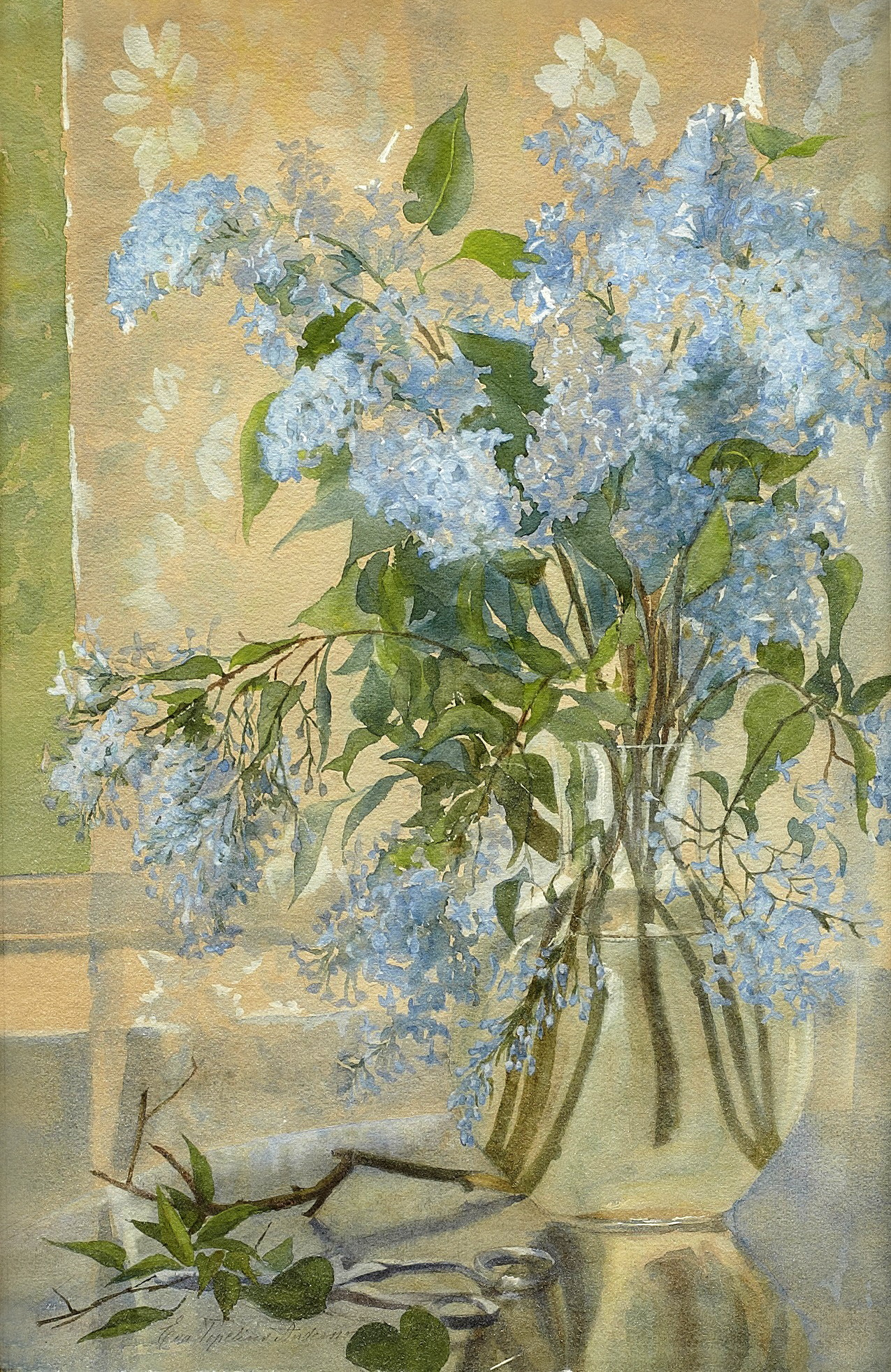
یاس بنفش

اوا ماریا آکْکه (۴ سپتامبر ۱۸۵۵ – ۲۳ مارس ۱۹۲۹) نقاش فنلاندی بود که شناخته‌شده‌ترین آثار خود را در زمان زندگی در سوئد خلق کرد. او در نقاشی آبرنگ تخصص داشت.

## زندگی‌نامه
او در یک جمعیت سوئدی-زبان فنلاند در نیوکارلبو متولد شد. پدر او نویسنده، روزنامه‌نگار و مورخ زاخریس توپلیوس بود. توپلیوس روحیه ای لیبرال داشت و می‌خواست به دخترانش بیش از آنچه که باید بدانند آموزش دهد. در نتیجه، اوا در دوران کودکی با بسیاری از چهره‌های برجسته فرهنگی ارتباط برقرار کرد. بیشتر دوران تحصیل او در خانه بود، اما در مدرسه دخترانه هلسینکی نیز تحصیل کرد. اولین درس‌های رسمی هنری او در سال ۱۸۷۱ در استکهلم آغاز شد. او تحصیلات خود را در مدرسه طراحی انجمن هنر فنلاند (در حال حاضر بخشی از دانشکده هنرهای زیبا، هلسینکی) ادامه داد. در سال ۱۸۸۴ به‌طور خصوصی نزد کارل مولر در کپنهاگ و لوئیجی پرماتزی در سن پترزبورگ آموزش دید همچنین طی یک سفر با پدرش به ایتالیا رفت و مناظر آبرنگ نقاشی کرد.

## پیشینه
او چند تابستان را به نقاشی در جزایر الند گذراند. در سال ۱۸۹۱ با یوهان اکسل گوستاو اندرسون نقاش سوئدی ازدواج کرد و به اوپسالا نقل مکان کردند، جایی که او در حال بازسازی آثار هنری در کلیسای جامع اوپسالا بود. اوا تا زمان مرگ پدرش در فنلاند و سوئد در تردد بود ولی پس از درگذشت زاخریس توپلیوس مقیم سوئد شد.
همان‌طور که در آن زمان معمول بود، او به یوهان اجازه داد تا حرفه خود را بالاتر از او قرار دهد. اگرچه او کارهای او را تبلیغ می‌کرد و گهگاه با هم نقاشی می‌کردند. پس از مرگ او بر اثر عارضه قلبی در سال ۱۹۲۴، او به نقاشی و برگزاری نمایشگاه ادامه داد. هم در فنلاند و هم در آکادمی سلطنتی هنرهای زیبای سوئد، اما تنها پنج سال بعد، در سال ۱۹۲۹ در واکسهولم سوئد درگذشت.